# Jeanne Bluteau
Œuvres principales
- De cuivre et de lavande (Roman)
- Les Pommiers de Fouesnant (Roman autobiographique)
- Marie et Julie (Exofiction)
- Lévénez (Roman historique)
- Petite Navigation Celtique (Poèmes)

Compléments
- Membre fondateur de l'Association des écrivains bretons

Jeanne Bluteau, née le 3 mars 1916 à Audierne (Finistère) et morte le 14 avril 2001 à Loctudy (Finistère), est une poétesse et écrivain française, également dessinatrice.

## Biographie

### l'enseignement
Née dans une famille de marins d'Audierne, elle fait l'école normale primaire de Quimper et devient institutrice. En 1937, elle est mutée à Mousterlin dans le sud Finistère. Après avoir rencontré puis épousé Robert Bluteau, elle devient professeur de Lettres et suit son époux dans ses différentes mutations, de Brest, où elle enseigne au lycée Kérichen, à Boulogne-sur-Mer au lycée Jean-Charles Cazin (1953-1959), en passant par Rouen entre 1959 et 1966, où elle suggère à son époux de nommer le lycée technique qu'il dirige, sis rue des Emmurées, Blaise Pascal, le jeune génie y ayant passé une partie de son adolescence. Elle achève sa carrière à Lannion de 1967 à 1974, après avoir enseigné un an à Saint-Brieuc.

### L'écrivain et la poétesse
Parallèlement à sa carrière professionnelle, Jeanne Bluteau, à partir des années 1950, publie des poèmes, des romans historiques ou autobiographiques, et quelques études biographiques. Son éditeur dans les années 1950 est le résistant Pierre Seghers, créateur de la collection poètes d'aujourd'hui. À partir de 1974,
elle se retire avec son époux, Robert, à Loctudy, dans le Sud Finistère, dans la résidence qu'ils ont fait bâtir en 1954 et qu'ils rejoignaient déjà tous les étés.
Elle est mère de deux enfants, Geneviève et Françoise.
En 1978, elle fait partie de la vingtaine d'écrivains bretons à participer à la création de l'Association des écrivains bretons, sous l'égide de Yann Brekilien, à Quimper, puis au manoir de Moëllien à Plonevez-Porzay. Elle fait partie du jury de cette association de sa création à 1982.

## Analyse
Dans son Histoire de la poésie, Robert Sabatier parle de « simplicité et fraîcheur d'âme chez Jeanne Bluteau, qui chante au plus près de sa Bretagne et des pays celtes, avec une discrétion et une élégance de paroles remarquables. Ces poèmes de forme traditionnelle ne charrient jamais la banalité, ce qu'ont remarqué Henri Queffélec, Gaston Bachelard ou Pierre Seghers, qui parle de résine dorée et de sève vraie. »

## Publications[n 2]

### Romans
- Comme une pierre dans un mur (E giz eur men er voger), éditions Pierre Seghers, Paris, 1957, réédition Serge Godin éditeur, Paris, 1981, publié sous forme de feuilleton dans l'Ouest-France en 1981.
- De cuivre et de lavande, éditions Regain, Monte-Carlo, 1955, 222 p. Editions Le Signor, collection Reprise, 1979, 222 p. Repris par les éditions Pierre Seghers sous le titre Les Amants de Brest, Paris, 1957, 270 p.
- Quand cesse d'y battre la mer, Serge Godin éditeur, 1981, 326 p. Réédition avec ce nouveau titre du roman Comme une pierre dans un mur.
- Les Pommiers de Fouesnant, éditions Coop Breizh, 1983, Pont-l'Abbé, avec des illustrations de l'auteur, 218 p.
- Marie et Julie, éditions Alain Bargain, 1995, 207 p.  (ISBN 9-782910-373177).
- Lévénez, éditions Alain Bargain, 1995, 205 p.  (ISBN 9-782910-373153).

### Recueils poétiques
- Souvenirs de Brest, éditions Pierre Seghers, Paris, 1953, 34 p., illustrations de Marie-Renée Chevallier-Kervern.
- Les Chansons de la baie d'Audierne, illustrations de l'auteur, éditions Pierre Seghers, Paris, 1954.
- Le Petit Livre de mes amis de Brest, illustrations de Pierre Péron, éditions Pierre Seghers, Paris, 1955, 39 p.
- Bretagne à livre ouvert, de Roger Piault, préface de Charles Le Quintrec, éditions Ides et Calandes, 1958, 80 p. Deux poèmes de Jeanne Bluteau figurent dans cet ouvrage de photographies.
- Le Point de salure, Bruxelles, Les Cahiers de la Tour de Babel, 1962, 49 p.
- Poésie Féminine Des Pays D'ouest, Collectif, éditions Rougerie, 1968, 72 p.
- Les Chemins de Lannion, illustrations de Robert Bluteau, Presses Universitaires de Bretagne, 1970, 106 p.
- Petite Navigation celtique, préface de Pierre Jakez Hélias, illustrations de Robert Bluteau, éditions Le Signor, Guilvinec, 1979, 109 p.
- La Statue de Rouen, éditions Alain Bargain, 1993, hors commerce.
- À la demande du maire de l'époque, Gustave Jourdrain, Jeanne Bluteau rédige, pour le magazine trimestriel de la commune de Loctudy nommé l'Estran, un poème intitulé Du fond du cœur, rédigé en français, en breton, en anglais et en gallois. Ce poème est daté du 11 novembre 1996, et est accompagné de la reproduction d'une peinture de la poétesse intitulée : Bouquet du 28 septembre 1996 avec une rose, deux anémones du Japon et des cinéraires dans le petit pot brun.

### Études biographiques

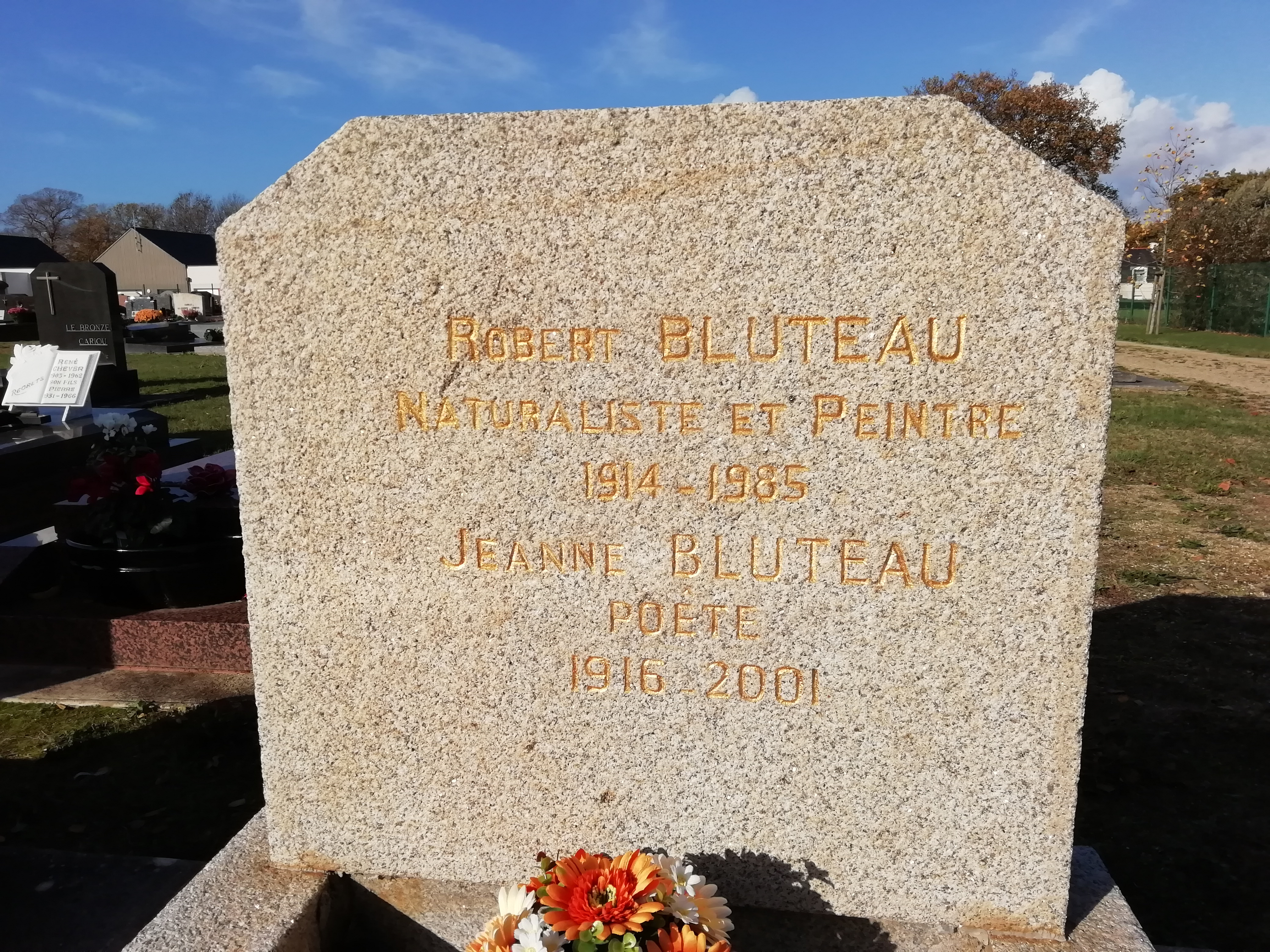
Pierre tombale de Robert et Jeanne Bluteau, cimetière de Loctudy

- La maison de Sérusier, in La Revue ART, Paris, 1945.
- La vie passionnée des Bronté, éditions Pierre Seghers, Paris, 1960, 357 p. 2e édition, Robert Laffont, 1979. France Loisir, 1979.

### Musique
- Les Chansons de la baie d'Audierne, mise en musique de l'auteur, disques Les Trégériz, 1975.

## Récompenses
- Le point de salure, prix InterFrance de poésie classique 1962.
- Les Chemins de Lannion, Prix Littéraire de la Côte de Granite Rose, 1970.
- Lévénez, Prix Trévarez 1996[4].